# 돈세탁

돈세탁(—洗濯, 영어: money laundering)은 범죄를 통해 얻는 수익금의 출처 등을 숨기거나 또는 금전의 형태를 바꾸거나 또는 진정한 소유자를 위장하는 것을 말한다. 일반 시장에 사용해도 신원이 발각되지 않게 하는 행위이다.
더러워진 돈(규제를 받는 약물, 도난품을 거래하거나 탈세, 뇌물 수수 등에 의한 수익)을 조사 기관 압류, 적발로부터 피하거나 새로운 범죄의 자원금으로 이용하는 목적으로 가상의 사람 또는 다른 사람 이름의 금융기관 계좌 등을 이용해 이곳 저곳 송금을 반복하거나 회사의 채권, 주식을 구입하며, 전통적인 방법으로는 대규모 기부 등이 있고, 그 밖의 합법적인 재산과 섞는 방법도 이에 해당한다.
최근에는 온라인 게임과 같은 게임 경제를 혼란시키는 문제를 일으키는 실제 돈 거래 (MRT) 행위도 이에 악용되지 않을지 염려하는 의견이 있다.
2001년 9월 11일에 미국 테러 사건이 일어난 뒤에 국제 테러 조직 알카에다가 돈세탁을 했다는 의혹이 있어서 여러 나라의 금융기관이 테러리스트 일원의 계좌를 동결하기도 했다.

## 역사
자금세탁 방지법은 1930년대 미국의 금주법 기간 동안 조직 범죄에 사용하기 위해 만들어졌다. 금지령으로 인해 조직 범죄가 크게 증가했으며 불법 주류 판매를 통해 얻은 새로운 자금이 크게 늘었다. 탈세에 대한 알 카포네의 성공적인 기소로 인해 주 및 법 집행 기관은 자금을 추적하고 압수해야 한다는 점을 새롭게 강조하게 되었지만 갱스터가 세금을 납부하기 시작하면 기존의 탈세 방지법을 사용할 수 없게 되었다.
1980년대 마약과의 전쟁으로 인해 정부는 마약 제국을 운영하는 조직자와 개인을 잡기 위해 마약 범죄 수익을 추적하고 압수하기 위해 다시 돈세탁 규정을 사용하게 되었다. 또한 법 집행의 관점에서 볼 때 증거 규칙을 "거꾸로" 바꾸는 이점도 있었다. 법집행관은 일반적으로 개인이 자신의 재산을 압수할 경우 유죄임을 입증해야 하지만, 자금세탁법에 따라 자금이 압수될 수 있으며 자금 출처가 적법하다는 것을 증명하여 돈을 돌려받는 것은 개인에게 달려 있다. 이를 통해 법 집행 기관의 업무가 훨씬 쉬워지고 입증 책임이 훨씬 낮아진다. 그러나 일부 법 집행 기관에서는 이 프로세스를 남용하여 관련 범죄 활동에 대한 강력한 증거 없이 돈을 빼앗아 보관하여 자체 예산을 보충하는 데 사용했다.
2001년 9월 11일 테러로 인해 미국에서는 애국법(Patriot Act)이 제정되고 전 세계적으로 유사한 법안이 제정되면서 테러자금 조달에 맞서기 위한 자금세탁법이 새롭게 강조되었다. G7 국가는 자금세탁에 관한 금융행동 태스크포스(Financial Action Task Force)를 통해 전 세계 정부에 금융 거래에 대한 감시 및 모니터링을 강화하고 국가 간 정보를 공유하도록 압력을 가했다. 2002년부터 전 세계 정부는 자금세탁법과 금융거래 감시 및 모니터링 시스템을 업그레이드했다. 자금세탁방지 규제는 금융기관에 훨씬 더 큰 부담이 되었고 집행도 크게 강화되었다.
2011~2015년 동안 다수의 주요 은행이 자금세탁 규정 위반으로 인해 점점 더 많은 벌금을 부과받았다. 여기에는 2012년 12월 19억 달러의 벌금을 부과받은 HSBC와 2014년 7월 미국 정부로부터 89억 달러의 벌금을 부과받은 BNP Paribas가 포함된다. 많은 국가에서는 휴대 가능한 현금 금액에 대한 국경 통제를 도입하거나 강화했으며 모든 금융 기관이 모든 금융 거래를 전자적으로 보고해야 하는 중앙 거래 보고 시스템을 도입했다. 예를 들어, 2006년 호주는 AUSTRAC 시스템을 구축하고 모든 금융 거래에 대한 보고를 요구했다.

## 미술품이용 돈세탁
오리온그룹의 비자금 조성, 서미갤러리 사건, 삼성그룹과 국제갤러리 사건 등에서 미술품을 이용한 돈세탁이 문제시되었다.

## 같이 보기
- 스위스 은행
- 전자화폐
- 환치기(illegal foreign exchange transaction)
- 트랜스퍼와이즈
- 파나마 페이퍼

## 참고 문헌
- 성낙인, 권건보, 자금세탁 방지법제론, 경인문화사, 2007. ISBN 9788949905273
- 이재경, 미술품 관련 돈세탁에 대한 법률적인 접근, 일감법학 제31호, 2015.